# インボイス (企業)
株式会社インボイス（英: INVOICE INC.）は、法人向け一括請求サービスや集合住宅向けインターネットサービスを主たる事業としている日本の東京都港区の企業である。

## 沿革
- 1992年（平成4年）12月4日 - ゼネラル通信工業株式会社として設立。

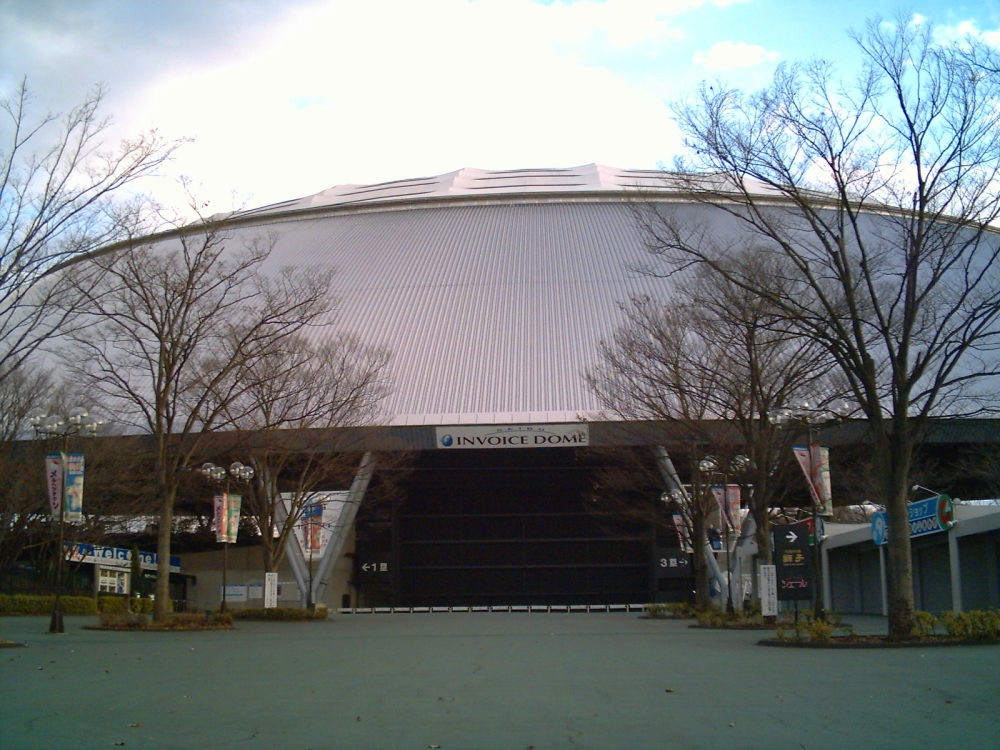
2001年（平成13年）4月1日 - 株式会社インボイスに社名変更。
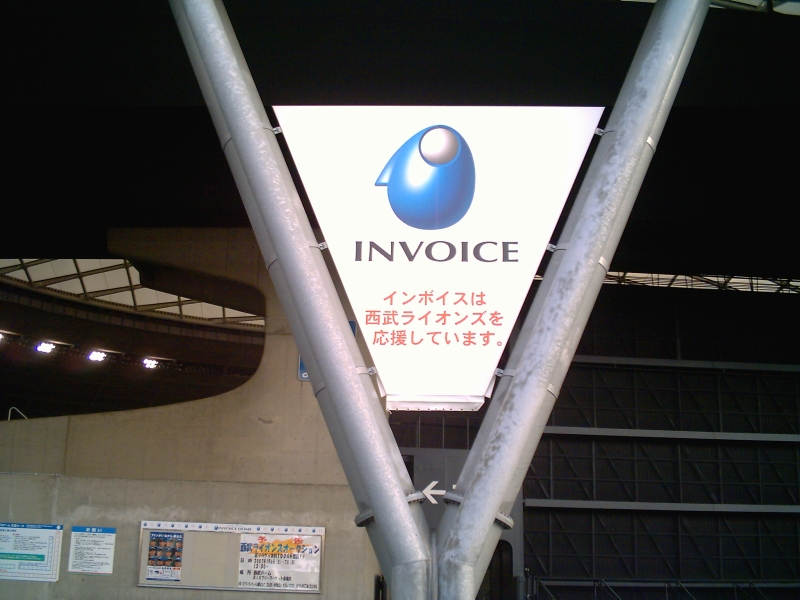
インボイスSEIBUドーム（左側入口）

- 2002年（平成14年）2月14日 - ジャスダックに店頭登録。
- 2003年（平成15年）9月16日 - 東京証券取引所市場第2部に鞍替。
- 2004年（平成16年）
  - 9月1日 - 東京証券取引所市場第1部に指定替。
  - 10月25日 - 株主に対する新株予約権付与を実施。
- 2005年（平成17年）3月1日 - 西武ライオンズ二軍の命名権（3年間）および西武ドームの命名権（2年間）取得。
- 2006年（平成18年）
  - 8月25日 - 株式をライブドアから購入し、ダイナシティと資本業務提携すると発表。
  - 12月25日 - ダイナシティの子会社化が完了。
  - 12月31日 - 西武ライオンズ二軍および西武ドームの命名権契約終了。
- 2007年（平成19年）12月1日 - ブルーマン専用劇場インボイス劇場を六本木に開場。
- 2008年（平成20年）
  - 4月 - 日本テレコムインボイス株式会社の保有株式を全て譲渡。
  - 6月6日 - 創業者の木村育生が代表取締役社長から会長に異動。
  - 10月31日 - 子会社であるダイナシティが民事再生手続を開始、倒産。
- 2009年（平成21年）11月29日 - ブルーマン専用劇場「インボイス劇場」としての公演の千秋楽を迎え、翌公演より六本木ブルーマンシアターに改称。
- 2010年（平成22年）
  - 4月 - 100％子会社の株式会社インボイスJr.を吸収合併。
  - 12月2日 - マネジメント・バイアウトおよび東証1部からの上場廃止を発表。
- 2011年（平成23年）4月30日 - 上場廃止。
- 2018年（平成30年）10月31日 - 芙蓉総合リースが日本政策投資銀行と共同で、ジーアイ・ホールディングスから全株式を取得し、芙蓉総合リースの連結子会社となる[3][4]。

## 関連記事
- 広島市民球場 - 内野3塁側に「請求書を一枚にする会社」と表示して、広告看板を掲出していた
- 日本プロバスケットボールリーグ - 創業者の木村育生が会長を務めている
- インボイスRM - 旧マルコー・フテログループの不動産部門→旧ダーウィン。しばらく同社の子会社になっていたが現在はアパマンショップグループの一員になっている
- Zeppブルーシアター六本木 - ネーミングライツにより、最初期の名称を「インボイス劇場」としていた